# Паюсти
Па́юсти (эст. Pajusti) — посёлок в волости Винни уезда Ляэне-Вирумаа, Эстония. Административный центр волости Винни. 

## География и описание
Расположен в 5,5 километрах к югу от уездного центра — города Раквере. Высота над уровнем моря — 109 метров.
Климат умеренный. Официальный язык — эстонский. Почтовый индекс — 46603.

## Население
По данным переписи населения 2021 года, в Паюсти насчитывалось 640 жителей, из них 618 (96,6 %) — эстонцы.
По данным переписи населения 2011 года, в посёлке проживали 658 человек, из них 628 (95,4 %) — эстонцы.
Численность населения посёлка Паюсти по данным Департамента статистики:
| Год  | 2000 | 2003  | 2005  | 2007  | 2010  | 2012  | 2018  | 2019  | 2020  | 2021  |
| ---- | ---- | ----- | ----- | ----- | ----- | ----- | ----- | ----- | ----- | ----- |
| Чел. | 822  | ↘ 817 | ↘ 769 | ↘ 755 | ↘ 736 | ↘ 694 | ↘ 643 | ↗ 645 | → 645 | ↘ 640 |

## История
В «Документах Ливонских мыз» (нем. Livlaendische Guterurkunden, LGU) 1405 года есть упоминание о поселении Payus, однако правильнее считать, что это относится к Паюсти в Вирумаа, так же, как это делает Балтийский исторический лексикон топонимов.
В 1537 году упомянуто Pajus, в 1726 году — Pajust .
На военно-топографических картах Российской империи (1846–1863 годы), в состав которой входила Эстляндская губерния, населённый пункт обозначен как Паюсти.
До 1970 года Паюсти была деревней, в 1970-х годах — поселением, в 1977 году оно получило статус посёлка.
Деревенская школа была открыта в 1842 году, закончила деятельность в 1988 году в связи с открытием гимназии Винни-Паюсти. В настоящее время школьное здание находится в частной собственности.
В советское время Паюсти был центром колхоза имени Эдуарда Вильде.

## Инфраструктура
В посёлке работают детский сад «Тырутынн» (Tõrutõnn) (открыт в 1972 году, в 2012 году его посещали 62 ребёнка, всего по состоянию на 30.09.2012 в посёлке насчитывалось 88 детей дошкольного возраста), клуб и общественный интернет-пункт.
Есть центральное водоснабжение и канализация (реконструкция осуществлена в 2013 году); пять систем уличного освещения, находящихся во владении волости; в квартирных домах и общественных зданиях — система центрального отопления; центральное газоснабжение, в некоторых домах — локальное газовое отопление. Составлена детальная планировка для строительства новых зданий.
В посёлке установлена открытая певческая сцена. В клубе проводятся уездные стихотворные дни.

## Достопримечательности
- На территории посёлка находится часть дубравы Винни-Паюсти — самой старой и самой большой дубравы в Эстонии[13]. Возраст дубравы — 300—400 лет, возраст нынешних дубов — 250—270 лет, обхват самого крупного дерева достигает 320 сантиметров[9].
- Природный парк Винни-Паюсти относится к сети охранных участков Natura 2000, его площадь составляет 92,7 га[9].
- Ко дню 100-летия со дня рождения Эдуарда Вильде (1965 год) перед колхозным клубом был открыт памятник ему (скульптор Аугуст Вомм[эст.], архитектор Ильмар Борк). Аугусту Вомму также принадлежит авторство барельефа председателю колхоза Аугусту Лепасаару (August Lepasaar) перед зданием бывшей колхозной конторы[8].
- В 1965 году по инициативе колхозного литературного кружка была учреждена ежегодная литературная премия Э. Вильде за лучшее произведение, рассказывающее о сельской жизни. Лауреатами этой премии были Рудольф Сирге, Хандо Руннель, Матс Траат, Вяйно Илус, Вера Саар[эст.], Эуген Раннет, Эме Беэкман и др.[8] В поселковой части дубравы Винни-Паюсти в 2014 году, к 50-летию премии Э. Вильде, была заложена дубрава лауреатов этой премии[14].

## Программа защиты эстонской архитектуры 20-го столетия
По инициативе Министерства культуры Эстонии, Департамента охраны памятников старины, Эстонской академии художеств и Музея архитектуры Эстонии в период с 2008 по 2013 год в рамках программы «Архитектура XX века» была составлена база данных самых ценных архитектурных произведений Эстонии XX века. В ней содержится информация о зданиях и сооружениях, построенных в 1870—1991 годы, которые предложено рассматривать как часть архитектурного наследия Эстонии и исходя из этого или охранять на государственном уровне, или взять на учёт. В этой базе данных есть объекты, расположенные в посёлке Паюсти:
— контора-клуб бывшего колхоза имени Эдуарда Вильде, Тартуское шоссе 11, 1960-е годы, архитектор И. Борк, используется, состояние хорошее;
— жилые дома, Тартуское шоссе 15, 17, 19, 21, 23, 1960-е годы, архитекторы Тоомас Рейн, Вельо Каазик, используются, состояние хорошее.